# Kamenari
Kamenari ist eine Ortsgemeinschaft (mjesna zajednica) in der Gemeinde Herceg Novi in Montenegro. 2011 lebten 747 Einwohner in den drei Dörfern Jošice (411), Djurići (303) und Bijelske Kruševice (33).
Kamenari liegt etwa 11 km östlich von Herceg Novi am Ufer der Verige-Straße, einer Meerenge, die den inneren Teil der Bucht von Kotor vom äußeren trennt. Der Ortsname leitet sich von dem hier seit Jahrhunderten gebrochenen rötlichen Kalkstein (kamen = ‚Stein‘) ab, der nicht nur beim Bau von Palästen und Kirchen sowie bei der Pflasterung von Straßen und Plätzen in der näheren Umgebung Verwendung fand, sondern auch in Venedig und Odessa.
Bekannt ist Kamenari für die seit 1898 bestehende Fährverbindung nach Lepetane auf der gegenüberliegenden Seite der Verige-Straße. In der Sommersaison verkehren heute vier Autofähren ganztägig, im Winter zwischen 0 und 6 Uhr nur etwa stündlich. Sie benötigen in Abhängigkeit von den Strömungs- und Windverhältnissen zwischen 5 und 10 Minuten, um die Meerenge zu überqueren. Für Autos verkürzt sich die Fahrzeit nach Budva oder Podgorica bei Nutzung der Fähre um ca. 45 Minuten, da alternativ die gesamte innere Bucht von Kotor auf der Uferstraße umfahren werden muss.

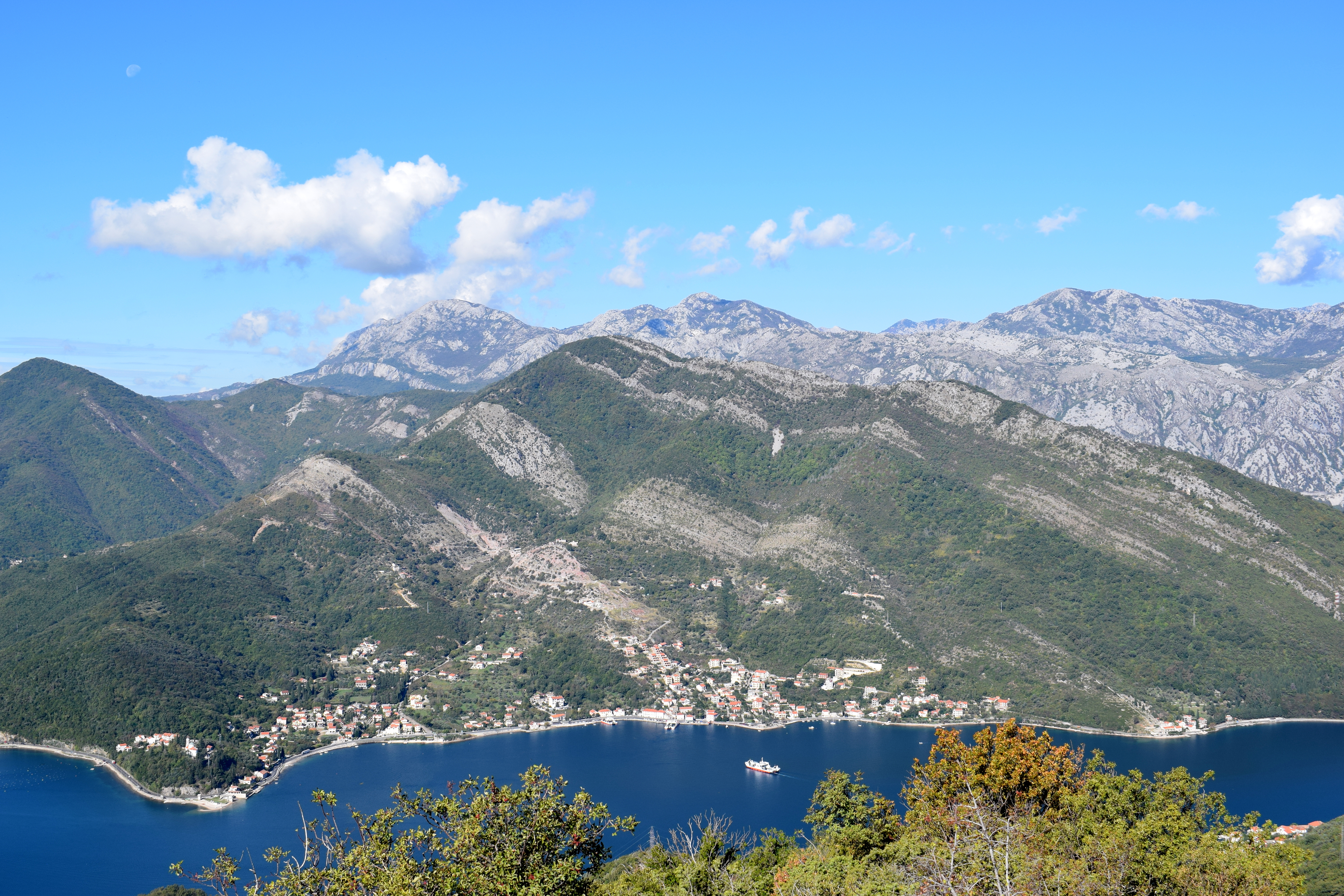
Blick vom Sv. Vid auf der Halbinsel Vrmac auf Kamenari
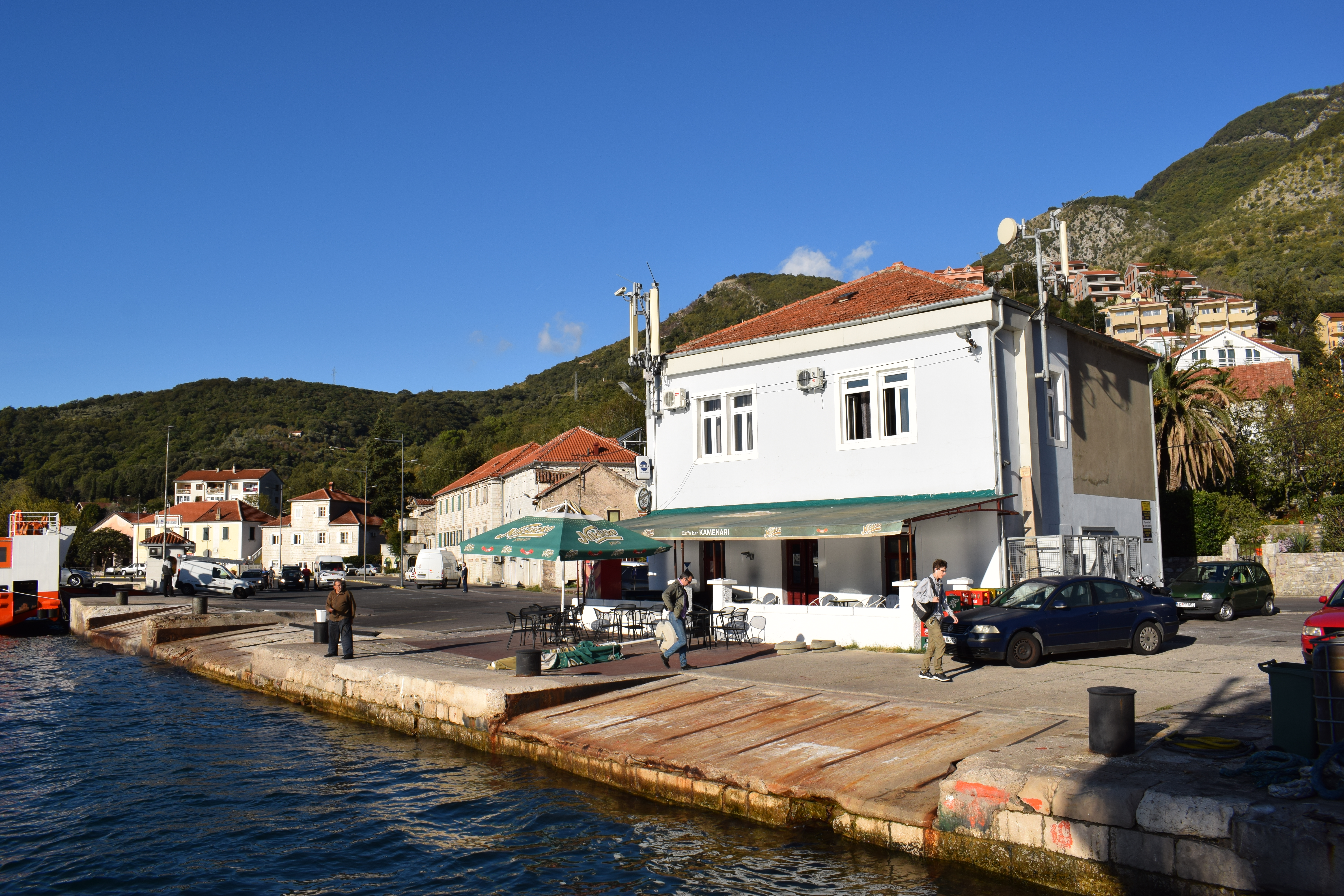
Fähranleger in Kamenari
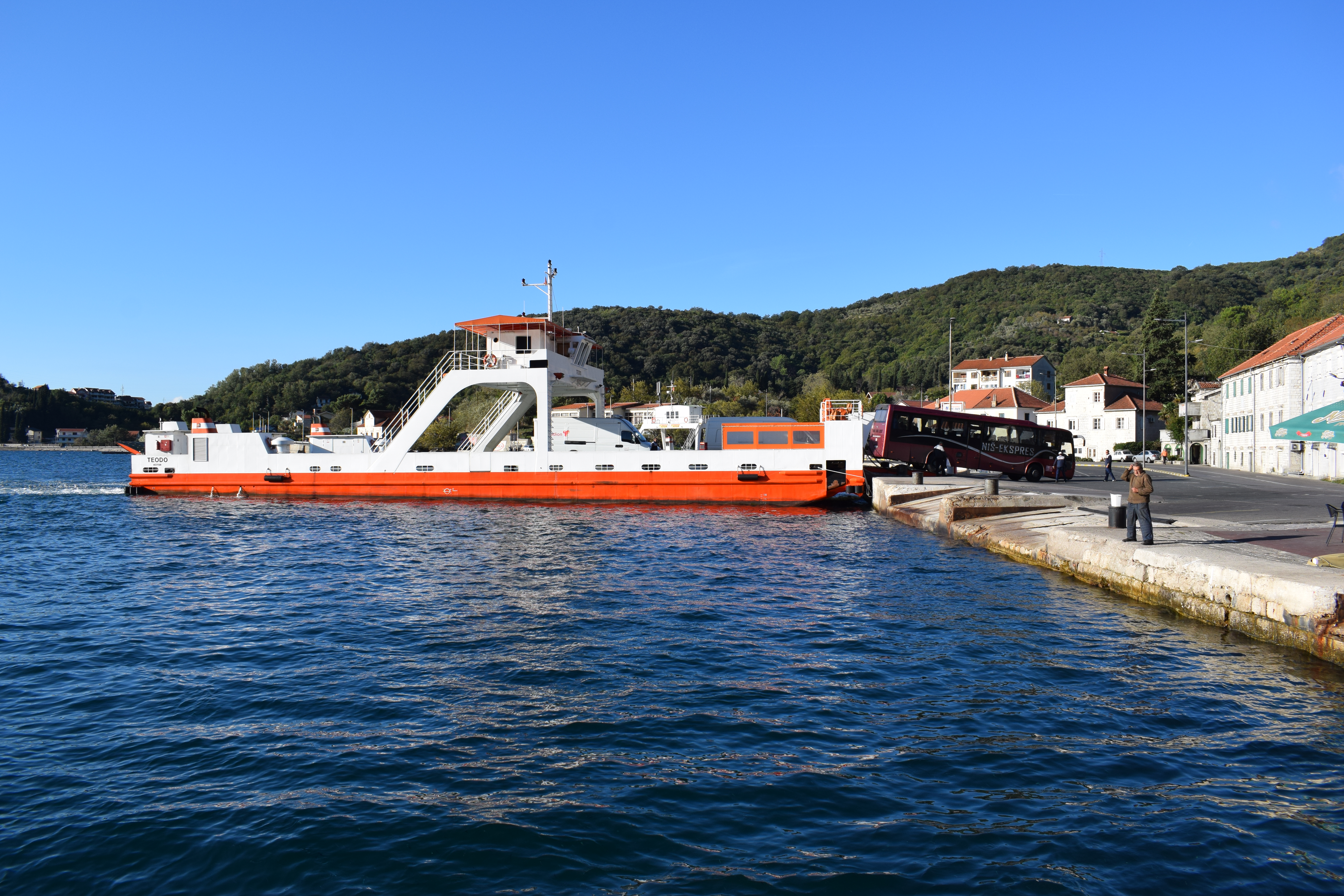
Fähre Teodo
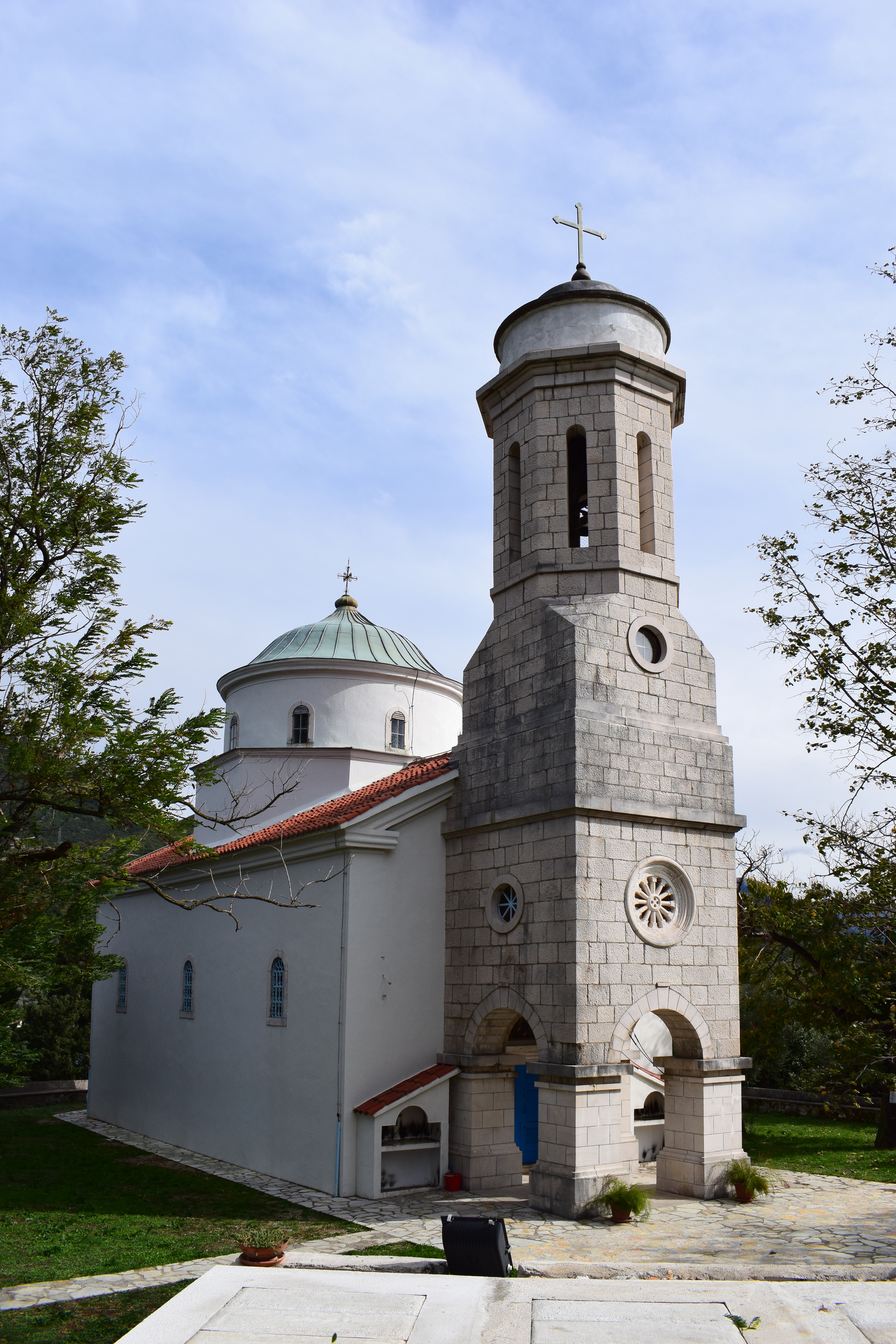
Kirche Sveta Nedjelja, errichtet 1704